# Gymnema
Gymnema es un género de plantas fanerógamas de la familia Apocynaceae. Contiene 119 especies.
Es originario de las regiones tropicales o subtropicales de Asia, Sur de  África y Oceanía; con siete especies en China.

## Descripción
Son lianas que alcanzan los  1-10 m de alto;  las láminas foliares son herbáceas, coriáceas o con tacto de papel de 1-13 cm de largo y 0.8-9 cm de ancho, elípticas, oblongas u ovadas, basalmente cordadas o redondeadas, el ápice agudo o acuminado, glabras.
Las inflorescencias son extra-axilares, solitarias o en pareja, más cortas que las hojas adyacentes, con pocas o muchas flores, simples. Su número de cromosomas es de: 2n= 22 [G. inodorum (Lour.) Decne., G. sylvestre R.Br.). 

## Taxonomía
El género fue descrito por Robert Brown y publicado en Prodromus Florae Novae Hollandiae 461–462. 1810.

## Especies seleccionadas
- Gymnema acuminatum Wall.
- Gymnema affine Decne.
- Gymnema albidum Decne.
- Gymnema albiflorum Costantin
- Gymnema alterniflorum (Lour.) Merr.
- Gymnema attenuatum Wall.
- Gymnema sylvestris